# Ruta del vino de Salta

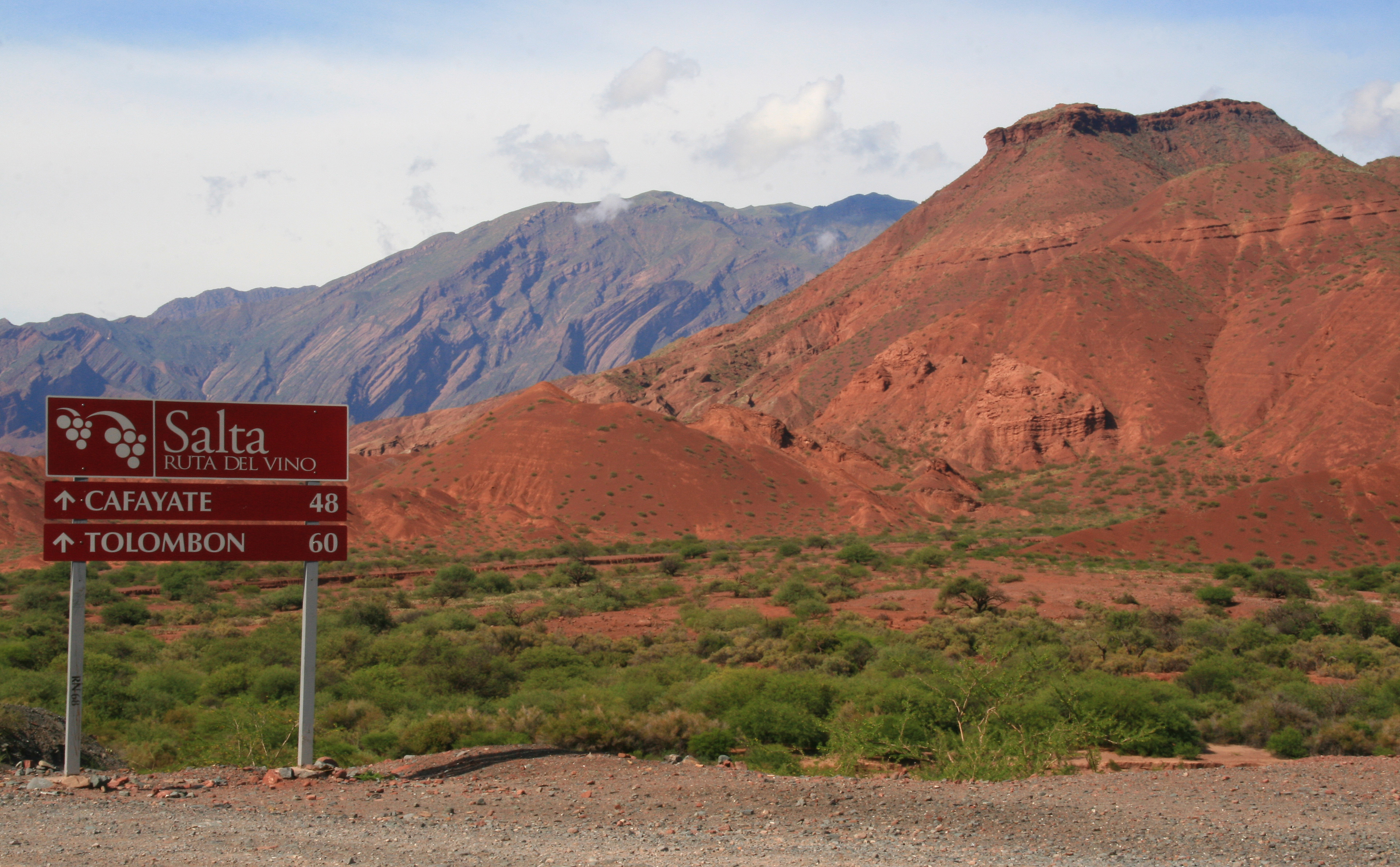
Ruta del vino en la Provincia de Salta.

La ruta del vino de Salta es la denominación que recibe el circuito turístico-temático de aproximadamente 200 km donde puede observarse, comprender y conocerse la historia, el desarrollo y el funcionamiento actual de la actividad vitivinícola de la provincia de Salta, situada en el norte de la República Argentina.

## Recorrido

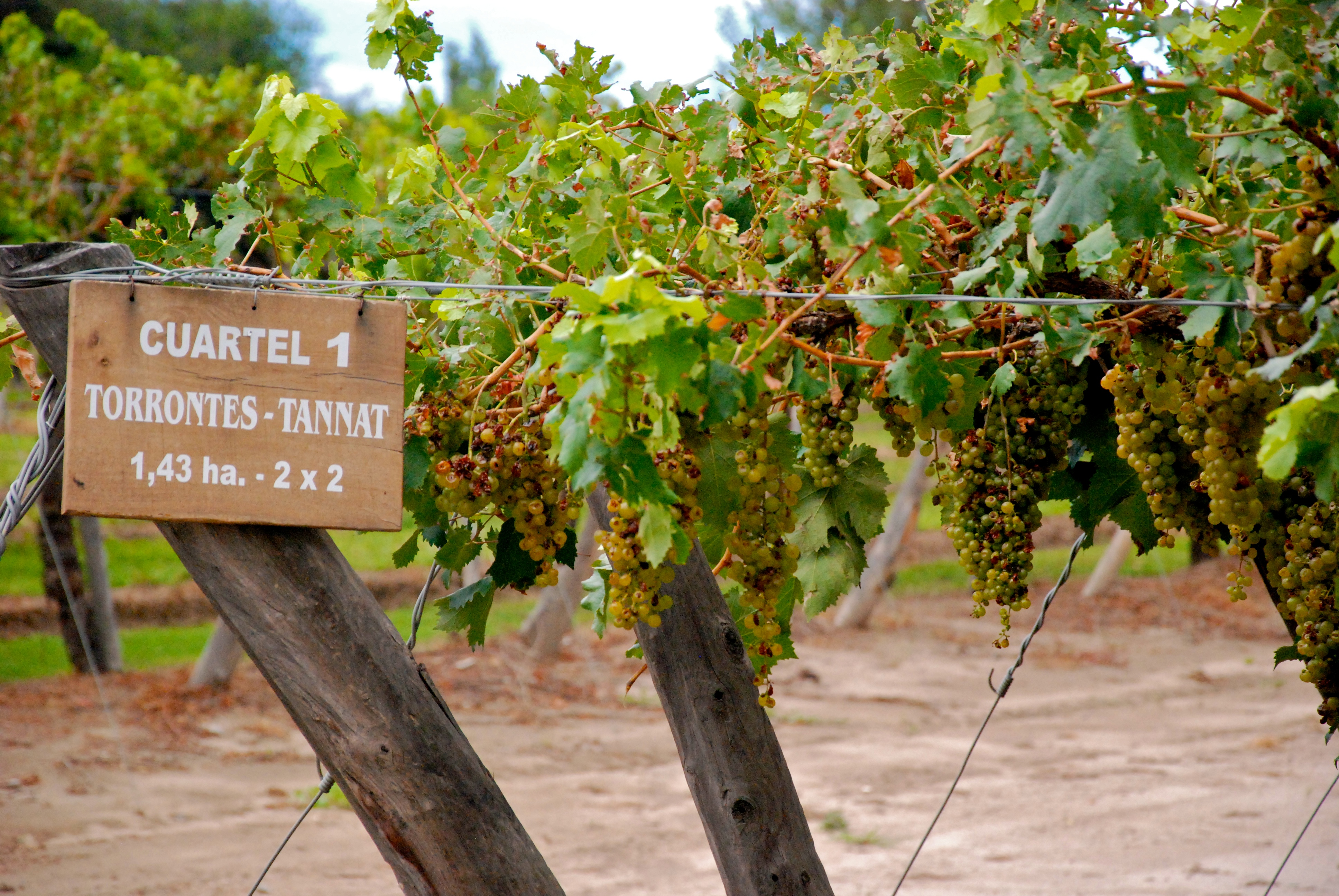
Torrontés en Cafayate.

El área de producción de vinos más importante de Salta se encuentra en los Valles Calchaquíes; presenta un clima seco y templado, óptimo para el cultivo y producción del Torrontés (única variedad autóctona del país y cepa muy bien adaptada a la región) y otros vinos de mesa.
Con una amplia biodiversidad geográfica, la provincia de Salta posee viñedos situados entre los 1600 m s. n. m. (5 249 pies) en Cafayate hasta más de 2400 m s. n. m. (7 874 pies) en las cercanías de Molinos, lo que le concede al vino un gran carácter, fuerte personalidad y alta calidad con fragancias, coloridos y sabores únicos. A través de esta ruta y todas sus bodegas puede conocerse, apreciarse y degustarse todas las cualidades del vino de altura.
La ruta del vino atraviesa lugares con paisajes muy llamativos como los de la Quebrada de las Flechas,  Quebrada de las Conchas y pueblos centenarios como Molinos y Cachi con una enorme riqueza cultural que se expresa en la música y las artesanías.
Se destacan también los museos que la integran, como el de la Vid y el Vino en Cafayate o el Museo James Turrell de Colomé que cuentan la historia de la Vid en la región.
En los últimos años, la industria del vino en Provincia de Salta ha experimentado un gran crecimiento y desarrollo, favoreciendo la elaboración de excelentes vinos de alta calidad reconocidos en los mercados y concursos internacionales.

## Breve reseña histórica

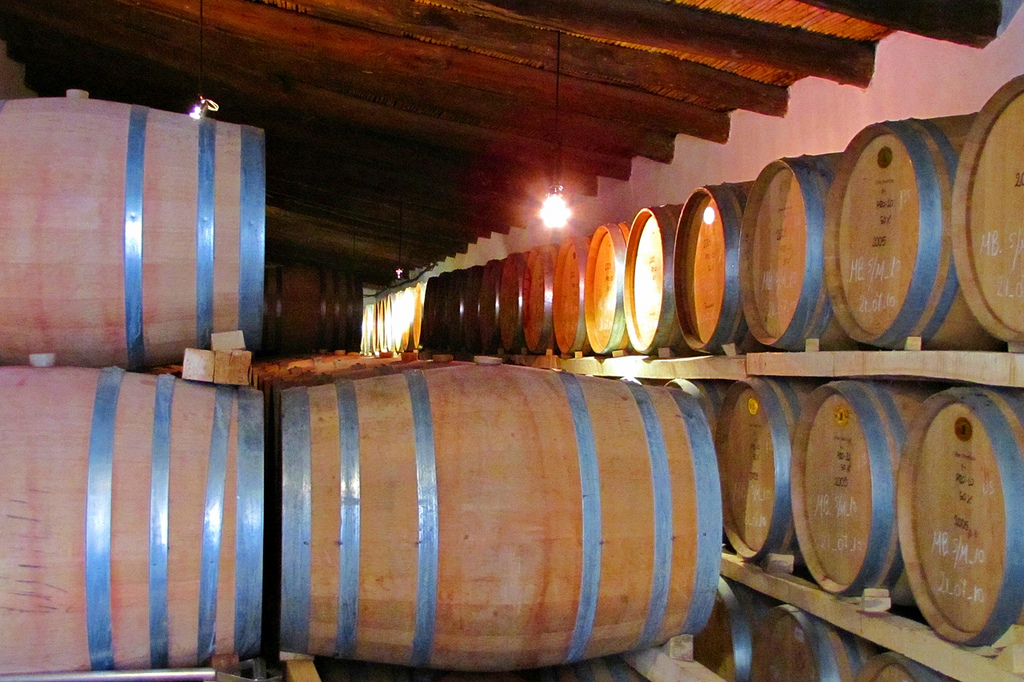
Cavas.

La vitivinicultura posee una larga tradición en la provincia de Salta.
La historia del vino en Salta se remonta a la temprana época colonial, cuando las primeras viñas fueron traídas por los jesuitas desde Canarias a mediados del siglo XVII, más específicamente "a cuatro leguas del pueblo de Molinos" en la finca La Bodega (hoy La Angostura) en la región de los Valles Calchaquíes, donde se cultivaron 200 ha de viñedos, hoy desaparecidos.
En la actualidad, los viñedos se extienden en la provincia por más de 2500 ha en los departamentos de Cafayate, San Carlos, Angastaco y Molinos.
El principal centro productivo de la provincia se sitúa en Cafayate a 189 km al sudoeste de la ciudad de Salta, localidad que concentra cerca del 70% de los viñedos y donde madura la cepa del torrontés, un vino blanco que se distingue por su intenso aroma y sabor frutado. Esta variedad traída desde España ha alcanzado una expresión única en suelo salteño convirtiéndose en la uva blanca insignia de Salta y la Argentina misma; no obstante en los últimos años, el enorme desarrollo de la vitivinicultura provincial añadió otras cepas destacándose las uvas de variedad Malbec, Cabernet Franc, Cabernet Sauvignon, Tannat, Bonarda, Syrah, Barbera y Tempranillo.
Es en las localidades de Cachi, Payogasta y Seclantás donde se encuentran y todavía puede verse hoy la producción de vinos artesanales.
Según los expertos, solo el Valle de Aosta (Italia), algunas zonas de las Islas Canarias (España) y una pequeña área del estado de Colorado (EE. UU.) pueden compararse con esta región aunque ninguna ha aprovechado tanto el factor “altitud”.
Ya en su “Memoria descriptiva de la provincia de Salta” el historiador don Miguel Solá en 1899 decía: “El cultivo de la vid ha tomado, desde esta última década, una gran importancia en los valles Calchaquíes y en el valle de Lerma, siendo sus productos cada día más solicitados para la exportación y para el consumo. La uva del valle es de un aroma y sabor exquisitos, y se ven racimos que pesan hasta tres kilos”. Continúa detallando: “... el clima seco, que necesita la vid y el terreno pedregoso, un invierno fresco y un verano caloroso (sic), todas estas condiciones se encuentran en los Valles Calchaquíes".

## Vinos de altura

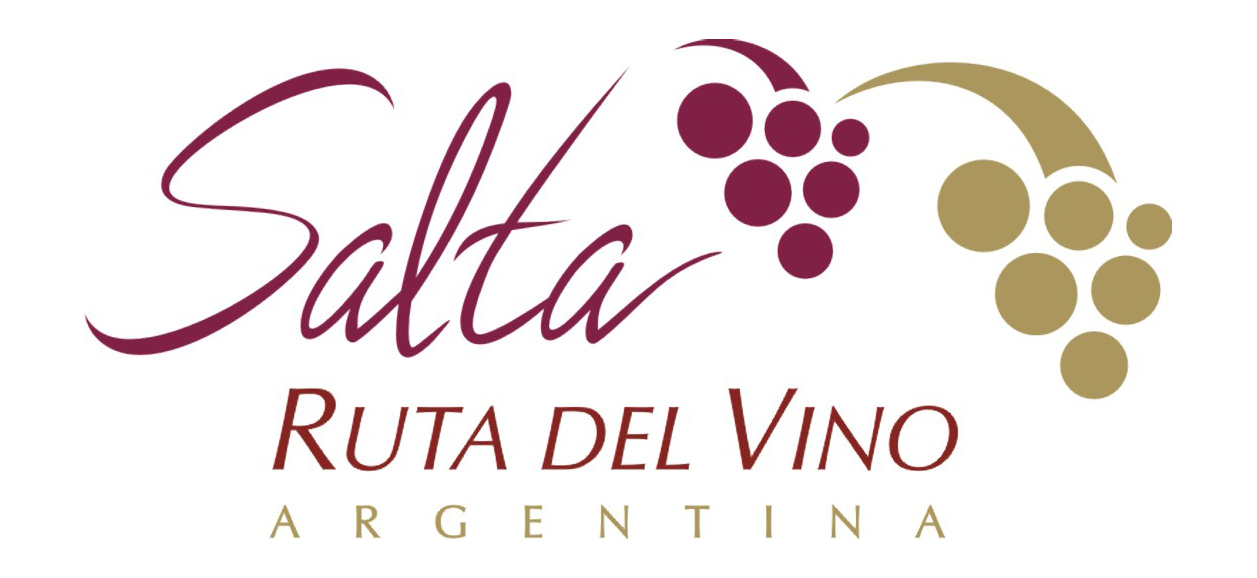
Logo de la ruta del vino

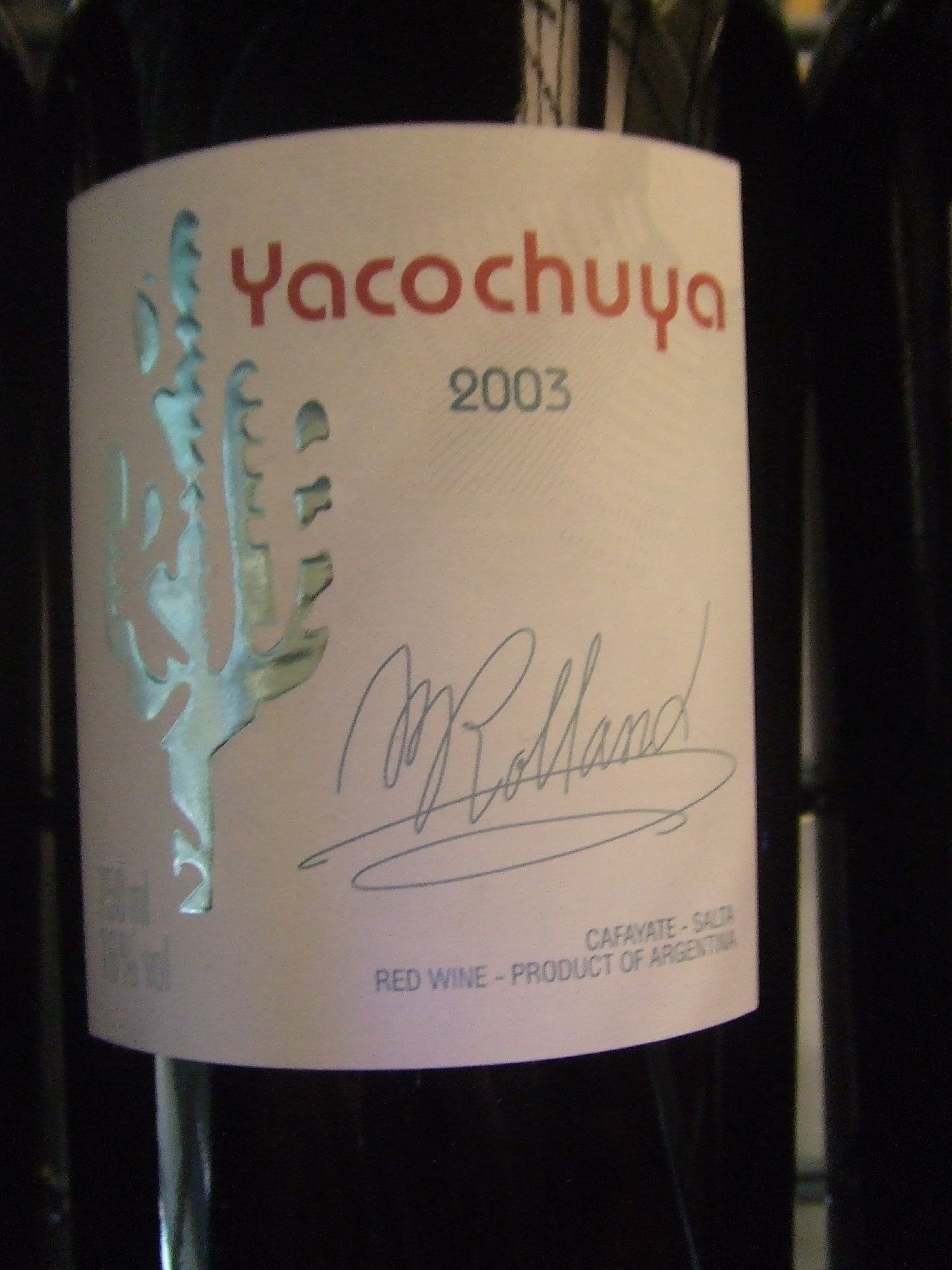
Yacochuya, vino realizado por el mundialmente reconocido enólogo francés Michel Rolland.

Desde el sur de la provincia de Salta (en la frontera con Tucumán) hasta las alturas de la localidad de Colomé y casi introduciéndose a la Puna, los Valles Calchaquíes atesoran una veintena de bodegas con más de dos mil quinientas hectáreas de viñedos.
Debido a la altura respecto al nivel del mar en la que se encuentran, existe una mayor amplitud térmica (días calurosos y noches más frescas) donde los rayos solares son más intensos (mayor radiación solar por la altitud). Esto se debe a que la uva tiene una mayor exposición a rayos ultravioletas que por la altura se encuentran concentrados con mayor intensidad que en otras latitudes o zonas con más bajo nivel sobre el mar. Cuanto más alto se está, menos atmósfera deben atravesar los rayos solares, con lo que su intensidad es mayor.
Con gran amplitud térmica que puede llegar hasta los 38° y descender por la noche hasta los 12°, se torna ideal para la maduración de la vid debido a que las variaciones térmicas incrementan de forma notoria la acidez del fruto.
También en esta región las lluvias suelen ser escasas y con aproximadamente 350 días de sol maduran los racimos. 
En las alturas el aire es más fresco y limpio por acción de los vientos y la vegetación goza de excelente salud gracias a la ausencia de pesticidas, dando lugar a la elaboración de vinos orgánicos a través de procesos naturales y sin aditivos. Las características particulares del suelo por sus componentes minerales también influyen en la vid; los suelos son más pobres y pedregosos (franco-arenosos formados a partir de granos gruesos con gravilla y arenas finas en la superficie) y las aguas provenientes de los deshielos destilan pureza. 
La suma de estas condiciones climáticas hacen que durante los últimos meses del período de gestación de la uva (en Argentina, de enero a marzo) ésta realice una maduración lenta y prolongada y con una buena sanidad. Así, se desarrollan vides de granos más sufridos y con mayor proporción de hollejos (piel más gruesa y oscura) potenciando la acumulación de aromas y sabores en el fruto junto a un notable incremento de la acidez, por lo que posteriormente permiten lograr vinos más frescos y vivos. Comienza a ser fundamental entonces, en el caso de las uvas tintas, ya que en el hollejo (piel) se encuentran los taninos. Los vinos elaborados con estas uvas ofrecen una gran variedad de color, amplitud y con aromas más intensos y distintivos con una mayor complejidad en boca. Además se convierten en mucho más aptos para la crianza en barricas, ya que a mayor acidez y proporción de taninos mayor es la posibilidad de obtener mejores vinos de guarda.
La conjunción de estos factores hace que los vinos de altura gocen de características organolépticas propias con alta concentración de aromas y sabores así como de colores, constituyéndose como un producto exótico; y es justamente en la zona alta de los Valles Calchaquíes donde se encuentran los viñedos más altos del mundo. Como simple curiosidad se sabe que la bodega más alta del planeta es Colomé a 2700 m s. n. m. (8 858 pies), la que posee el viñedo más alto del mundo a 3111 m s. n. m. (10 206 pies).

### Características esenciales de los vinos de altura[23]
- Colores rojos y violáceos intensos, buenas intensidades y matices
- Carácter fino y frutado
- Entradas agradables, de gran persistencia en la boca
- Para servir entre 17 y 19°
- Ideal para acompañar carnes rojas asadas o al horno

## Impulso y modernización de la vitivinicultura salteña

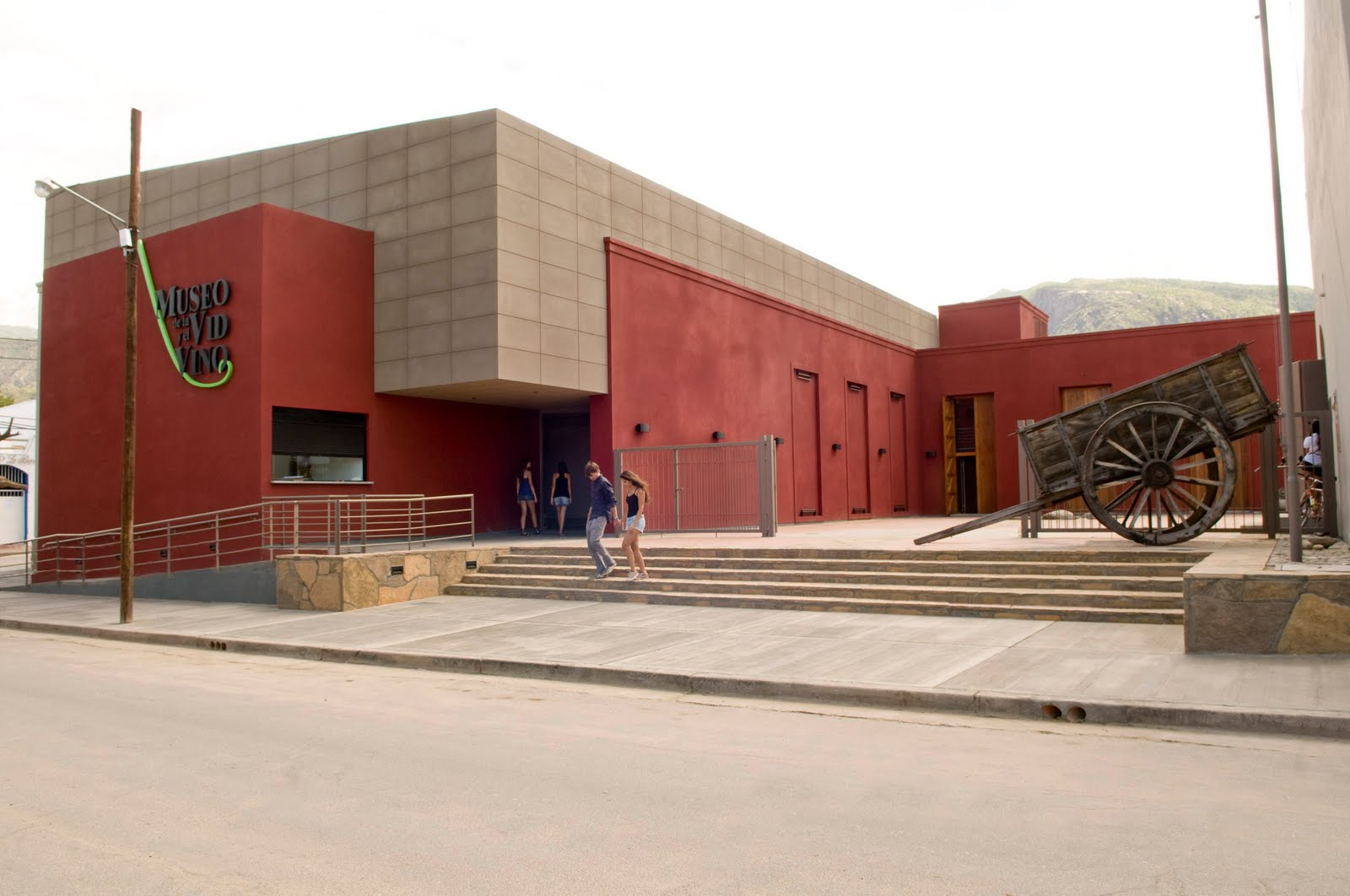
Museo de la Vid y el Vino.

Desde el año 2000 hasta la actualidad la superficie de viñedos se expandió en Argentina un 13,6%; con importantes inversiones económicas en los últimos años para mejorar los procesos productivos en los Valles Calchaquíes el resultado fue el doble, un 28% al sumar 602 nuevas hectáreas, llegando a una superficie total de 2635 ha en enero de 2013.
Los proyectos se desarrollaron en Cafayate, Animaná, San Carlos, Angastaco, Molinos y Cachi, haciendo crecer en Salta en la última década un 140 % la cantidad de bodegas pasando de 15 a 36 establecimientos registrados en el Instituto Nacional Vitivinícola (INV) de Argentina.
Actualmente, bodegas realizan estudios para determinar la potencialidad de adaptación de nuevas variedades para la zona como ser plantines de origen californiano y francés. De la superficie total de viñedos que existen en la provincia, el 99 por ciento de las uvas que se producen se destina a la vinificación.
Buscando expandir la comercialización, algunas bodegas volcaron sus productos a través de supermercados. Posteriormente, en el año 2006 se puso en funcionamiento la "Asociación de bodegas de Salta" y recientemente, a principios de 2012, con la creación del "Consorcio de exportación" productores vitivinícolas conforman el primer consorcio temático del vino de Argentina.
Con acciones como el "Plan de mejora de la competitividad" y el "Programa de posicionamiento del vino de altura" se busca dar un mayor impulso al sector; con la "Degustación de vinos del año" la que se realiza en el mes de diciembre se busca conocer los mejores ejemplares de los vinos elaborados durante el año que termina, y con el fin de promocionar y difundir el trabajo y el esfuerzo de los productores y su gran evolución de los últimos años, eventos como "Semana de vino en Salta" y el “Salón del vino de altura” realizados en las ciudades de Salta, Buenos Aires y Córdoba entre otras, ganan cada año más adeptos, destacándose la convocatoria que año a año logra este tipo de eventos.

### Bodegas boutique y servicios
En la actualidad se exportan desde la provincia de Salta 1.200.000 botellas de vinos premium a 30 países de todo el mundo, y aunque la participación de los salteños en la producción nacional es del 1%, la presencia de los vinos salteños se hace fuerte en materia de exportación con el 15% del volumen total, exportando inclusive más que las provincias de San Juan, La Rioja y Neuquén, por lo que actualmente Salta es uno de los destinos preferidos de la Argentina en enoturismo, registrando sus bodegas la visita de más de 183 mil turistas solo durante el año 2011, cantidad que año a año se incrementa notablemente.
Modernas bodegas equipadas con nueva tecnología han incorporado nuevos servicios para los turistas, que varían desde las tradicionales visitas guiadas por las plantas de producción y los viñedos, donde pueden degustarse vinos tintos, blancos y rosados con una calidad de primer nivel, hasta alojamiento en confortables estancias entre los viñedos, infraestructura necesaria para la realización de eventos corporativos y sociales (conferencias, lanzamientos, cumpleaños, aniversarios, casamientos, despedidas, etc.), servicios de spa, gastronomía, la posibilidad de participar en la elaboración del vino y clases dictadas por enólogos, entre otras actividades. De esta manera pueden combinarse este tipo de propuestas con actividades relacionadas con el ecoturismo, turismo cultural y el turismo aventura.

## Bodegas
| Bodega                                                    | Dirección/ubicación                         | Localidad                | Inicio de actividades | Variedades plantadas | Superficie cultivada | Altura (m s. n. m.)          | Servicios                                                                     |
| --------------------------------------------------------- | ------------------------------------------- | ------------------------ | --------------------- | --- | -------------------- | ---------------------------- | ----------------------------------------------------------------------------- |
| Etchart (Pernod Ricard Argentina)                         | Ruta Nacional n.º 40, km 4338               | Cafayate                 | 1850                  | Torrontés, Malbec, Cabernet Sauvignon, Syrah, Chardonnay, Merlot y Tannat                                                                            | 300 ha               | 1623 m s. n. m.              | Visita a la bodega solo c/reserva previa, degustación y eventos               |
| Félix Lávaque                                             | Ruta Nacional n.º 40, km 4338               | Lorohuasi (Cafayate)     | Sin dato              | Torrontés, Malbec, Cabernet Sauvignon, Syrah, Tannat, Barbera y Merlot                                                                               | Sin dato             | 1623 m s. n. m.              | Visita a la bodega, degustación y alojamiento exclusivo para invitados.       |
| Vasija Secreta                                            | Ruta Nacional n.º 40, km 4340               | Cafayate                 | 1857                  | Torrontés, Malbec, Cabernet Sauvignon y Merlot | Sin dato             | 1623 m s. n. m.              | Visita a la bodega solo c/reserva previa, degustación, alojamiento y eventos  |
| José Luis Mounier - Finca Las Nubes                       | Ruta Nacional n.º 49, s/n.º                 | El divisadero (Cafayate) | 1999                  | Torrontés, Malbec, Cabernet Sauvignon y Tannat | 5,6 ha               | 1830 m s. n. m.              | Visita a la bodega solo c/reserva previa, degustación, alojamiento y eventos  |
| Nanni                                                     | Silverio Chavarría n.º 151                  | Cafayate                 | 1897                  | Torrontés, Malbec, Cabernet Sauvignon y Tannat. | 50 ha                | 1623 m s. n. m.              | Visita a la Bodega solo c/reserva previa y degustación.                       |
| Peña Veyrat Durbex                                        | Ruta Nacional n.º 68, km 18,5 (Las Conchas) | Cafayate                 | 1975                  | Torrontés, Malbec y Cabernet Sauvignon | 9 ha                 | 1623 m s. n. m.              | Degustación paga, solo c/reserva previa                                       |
| Tierra Colorada                                           | Ruta Nacional n.º 68, km 10                 | Cafayate                 | 1981                  | Torrontés, Malbec, Cabernet Sauvignon | 12 ha                | 1850 m s. n. m.              | Visita a la bodega solo c/reserva previa y degustación                        |
| San Pedro de Yacochuya                                    | Finca Yacochuya                             | Yacochuya (Cafayate)     | 1850                  | Torrontés, Malbec y Cabernet Sauvignon | 16 ha                | 1628 m s. n. m.              | Visita a la bodega solo c/reserva previa y eventos                            |
| Domingo Molina                                            | Yacochuya                                   | Yacochuya (Cafayate)     | 2009                  | Torrontés, Malbec, Cabernet Sauvignon y Tannat | 100 ha               | 1628 - 2300 m s. n. m.       | Visita a la bodega solo c/reserva previa y degustación                        |
| Tacuil                                                    | Tacuil                                      | Tacuil (Molinos)         | Sin dato              | Torrontés, Malbec y Cabernet Sauvignon | 10 ha                | 2630 m s. n. m.              | Degustación                                                                   |
| Colomé                                                    | Ruta Provincial n.º 53 km 20                | Colomé (Molinos)         | 1831                  | Torrontés, Malbec, Cabernet Sauvignon y Sauvignon | 140 ha               | 2300 m s. n. m.              | Visita a la bodega solo c/reserva previa, degustación, alojamiento y eventos  |
| Finca El Arenal (de Bodega Colomé)                        | Ruta Provincial n.º 53 km 20                | Colomé (Molinos)         | 1831                  | Torrontés, Malbec, Cabernet Sauvignon y Sauvignon | Sin dato             | Entre 2700 y 3111 m s. n. m. | Visita a la bodega solo c/reserva previa, degustación, alojamiento y eventos  |
| Finca La Brava (de Bodega Colomé)                         | Ruta Provincial n.º 53 km 20                | Colomé (Molinos)         | 1831                  | Torrontés, Malbec, Cabernet Sauvignon y Sauvignon | Sin dato             | 1750 m s. n. m.              | Visita a la bodega solo c/reserva previa, degustación, alojamiento y eventos  |
| Piattelli                                                 | Sin dato                                    | Yacochuya (Cafayate)     | 2013                  | Torrontés, Malbec, Cabernet Sauvignon, Petit Verdot y Tannat                                                                                         | 300 ha               | 1800 m s. n. m.              | Visita a la bodega solo c/reserva previa y degustación, alojamiento y eventos |
| El Molino www.miraluna.com.ar /Miraluna                   | Cachi adentro                               | Cachi                    | 2                     | Malbec, Cabernet Sauvignon, Syrah y Merlot | Sin dato             | 2490 m s. n. m.              | cabañas aloamiento Almuerzo y cenas con degustación, solo c/reserva previa    |
| Sala de Payogasta                                         | Ruta Nacional N°40, km 4509                 | Payogasta (Cachi)        | Sin dato              | Malbec, Tannat, Merlot, Sangiovese, Cabernet Sauvignon, Sauvignon Blanc y Petit Verdot                                                               | Sin dato             | 2450 m s. n. m.              | Visita a la bodega solo c/reserva previa, degustación, alojamiento y eventos  |
| Miralpeix y Cia                                           | Pje. Cabral 955                             | Angastaco                | Sin dato              | Torrontés, Malbec y Cabernet Sauvignon | Sin dato             | 1990 m s. n. m.              | Visita a la bodega solo c/reserva previa y degustación.                       |
| Quebrada de las flechas                                   | Ruta Nacional n.º 40, km 4408               | Angastaco                | 38 ha                 | Torrontés, Malbec | Sin dato             | 1990 m s. n. m.              | Visita a la bodega solo c/reserva previa y degustación                        |
| Viñas de Animaná                                          | Ruta Nacional n.º 40, km 4350               | Animaná (San Carlos)     | Sin dato              | Torrontés, Malbec y Cabernet Sauvignon | Sin dato             | 1695 m s. n. m.              | Visita a la bodega solo c/reserva previa                                      |
| La Bodeguita                                              | Ruta Nacional n.º 40, km 4408               | Animaná (San Carlos)     | Sin dato              | Torrontés, Malbec, Cabernet Sauvignon, Moscatel, Bonarda, Barbera y Tannat                                                                           | Sin dato             | 1695 m s. n. m.              | Visita a la bodega solo c/reserva previa y degustación.                       |
| Martorell                                                 | Pasaje de Corralitos                        | San Carlos               | Sin dato              | Torrontés y Malbec | Sin dato             | 1624 m s. n. m.              | Sin dato                                                                      |
| Don Andrés                                                | Ruta Nacional n.º 40, km s/n.º              | Animaná (San Carlos)     | Sin dato              | Sin dato | Sin dato             | 1695 m s. n. m.              | Sí. Solo c/reserva previa                                                     |
| Humanao                                                   | Amaicha                                     | Amaicha (Molinos)        | 1992                  | Torrontés, Malbec y Cabernet Sauvignon | 26 ha                | 2260 m s. n. m.              | Visita a la bodega solo c/reserva previa y degustación                        |
| El Esteco                                                 | Ruta Nacional n.º 68 y Ruta Nacional n.º 40 | Cafayate                 | 1892                  | Torrontés, Malbec, Cabernet Franc, Cabernet Sauvignon, Syrah, Chardonnay, Sauvignon, Chenin Blanc, Merlot, Tannat, Tempranillo, Bonarda y Pinot Noir | 400 ha               | 1623 m s. n. m.              | Visita a la Bodega solo c/reserva previa, degustación y alojamiento           |
| Domingo Hermanos                                          | Ntra. Sra. del Rosario 4427                 | Cafayate                 | 1960                  | Sin dato | Sin dato             | 1623 m s. n. m.              | Visita a la bodega solo c/reserva previa y degustación.                       |
| Antigua Bodega La Banda (de Bodega Vasija Secreta)        | Sin dato                                    | Cafayate                 | 1857                  | Sin dato | Sin dato             | 1623 m s. n. m.              | Sí. Solo c/reserva previa                                                     |
| Río Colorado                                              | Miguel Hurtado 22                           | Cafayate                 | Sin dato              | Torrontés, Malbec y Cabernet Sauvignon | Sin dato             | 1623 m s. n. m.              | Visita a la bodega solo c/reserva previa y degustación.                       |
| Finca Las Nubes (de Bodega José Luis Mounier)             | Sin dato                                    | Divisadero (Cafayate)    | Sin dato              | Sin dato | Sin dato             | 1830 m s. n. m.              | Sí. Solo c/reserva previa                                                     |
| Tolombón                                                  | Ruta Nacional n.º 40, km 4325               | Tolombón (Cafayate)      | Sin dato              | Torrontés, Malbec, Cabernet Sauvignon y Merlot | Sin dato             | 1636 m s. n. m.              | Sin dato                                                                      |
| Tukma Archivado el 16 de mayo de 2014 en Wayback Machine. | Ruta Nacional n.º 40, km 4324               | Tolombón                 | 1964                  | Torrontés, Malbec, Cabernet Sauvignon | 53 ha                | 1700 m s. n. m.              | Visita a la bodega solo c/reserva previa y degustación                        |
| El Tránsito                                               | Belgrano 102                                | Cafayate                 | 1890                  | Torrontés, Malbec y Cabernet Sauvignon | Sin dato             | 1623 m s. n. m.              | Sin dato                                                                      |
| Cooperativa de Productores Vitivinícolas de Cafayate      | Calle Salta sobre Plazoleta Gral. Güemes    | Cafayate                 | 2000                  | Torrontés, Malbec y Cabernet Sauvignon | Sin dato             | 1623 m s. n. m.              | Sin servicios                                                                 |